# Susanna Blunt
Susanna  Blunt, née à Harbin dans la province du Heilongjiang (Chine) en 1941, est une artiste canadienne qui a réalisé le plus récent portrait de la reine Élisabeth II imprimé sur les pièces de monnaie canadiennes à partir de 2003.

## Biographie
Elle est la fille d'un banquier anglais. Blunt commence ses études à la Banff School of Fine Arts dans sa jeune adolescence. Après avoir terminé ses études secondaires, elle se fait donner des leçons privées durant un an à Victoria, en Colombie-Britannique. Elle déménage à Londres, en Angleterre, et fait quatre années d'école d'art. Elle remporte une bourse renouvelable pour quatre autres années durant lesquelles elle gagne plusieurs prix et une médaille d'argent[réf. souhaitée].
Une année avant sa graduation, elle tient son premier one-woman show à la Canadian Art Gallery à Calgary, en Alberta, puis revient en Angleterre pour terminer son diplôme.
L'année suivante, elle travaille avec Yoko Ono, assistant cette dernière sur plusieurs projets d'arts, et a été invitée avec David Hockney à un jury de compétition artistique nationale. Elle déménage pour la Californie et commence une carrière en enseignement dans les environs de la baie de San Francisco pour trois ans avant de repartir pour Vancouver, où elle continue d'enseigner à la fois dans les institutions privées et publiques dont trois ans à la faculté Fine Arts Department de l'Université de la Colombie-Britannique.
Elle se fait connaître pour ses peintures de type trompe-l'œil et son design d'une salle d'illusion d'optique pour le musée Science World à Vancouver en 1988. Entre 1991 et 1992, alors qu'elle vit en France, elle prend part à cinq spectacles en groupe et solo et gagne un prix dans une compétition internationale.
Elle est largement reconnue par une grande clientèle répartie dans quatorze pays et qui l'engage pour réaliser leur portrait et collectionner ses autres travaux. Les personnes les plus connues dont elle a réalisé le portrait à cette époque sont Toni Onley, George Woodcock, Stanley Donen et Steven Isserlis.
Elle a été choisie dans une compétition nationale par Gerda Hnatyshyn, la femme du gouverneur général du Canada Ramon Hnatyshyn, pour peindre son portrait pour Rideau Hall, à Ottawa. En 1997, elle a peint et livré elle-même au palais de Buckingham un portrait du prince Edward.
Elle a été invitée par la Monnaie royale canadienne à participer, avec huit autres concurrents, à une compétition nationale visant à réaliser un nouveau portrait de la reine Élisabeth II qui serait utilisé pour les pièces de monnaie canadiennes. Blunt s'est inspirée d'une photographie de la reine.